# Капуста цвітна
Капу́ста цвітна́, капу́ста кучеря́ва, квітна́ капу́ста, цвіту́ха (Brassica oleracea var. botrytis) — поширена городня культура, рослина роду капуста, родини капустяні. Це однорічна рослина, розмножується насінням. Як правило, тільки біла головка вживається у їжу. Головка цвітної капусти складається з білої меристеми суцвіття. Головки цвітної капусти нагадують броколі, але відрізняються бутонами (суцвіттям).

## Історія
Для такої високо модифікованої рослини, цвітна капуста має довгу історію. Найстаріші описи цвітної капусти сходять до 6 ст. до н. е. У 2-му ст., Пліній описав головки квітів, скоріш за все, ранньої посівної городньої капусти, які наближені до опису суцвіть сучасної цвітної капусти. У 12-му ст. були описані три сорти в Іспанії, які походять з Сирії, де вони, безсумнівно, вирощувались протягом більш ніж тисячі років. Описи знаходяться в творах арабських ботаніків у 12-му та 13-му століттях, де вказано, що цвітна капуста походить з Кіпру

## Поширення
В Україні цвітна капуста посідає друге місце за площею посадки після білоголової.

## Різновиди
Є сотні історичних та сучасних комерційних сортів, які використовуються у всьому світі.

## Колір
Білий
Біла цвітна капусти є найбільш поширеним кольором цвітної капусти.
Помаранчевий
Помаранчева цвітна капуста (B. oleracea L. var. botrytis) містить на 25 % більше вітаміну A, ніж білі сорти. Ця риса прийшла з натурального мутанта, знайденого у полі цвітної капусти в Канаді.
Зелений
Зелена цвітна капуста, з групи B. oleracea botrytis, іноді називають broccoflower. Вона доступна з нормальною формою головки та з формою фрактальної спіралі під назвою романеско.
Фіолетовий

Фіолетовий колір у цвітної капусти обумовлений наявністю антиоксидантів групи антоціанів, які також можуть бути знайдені у червоноголовій капусті і червоному вині.

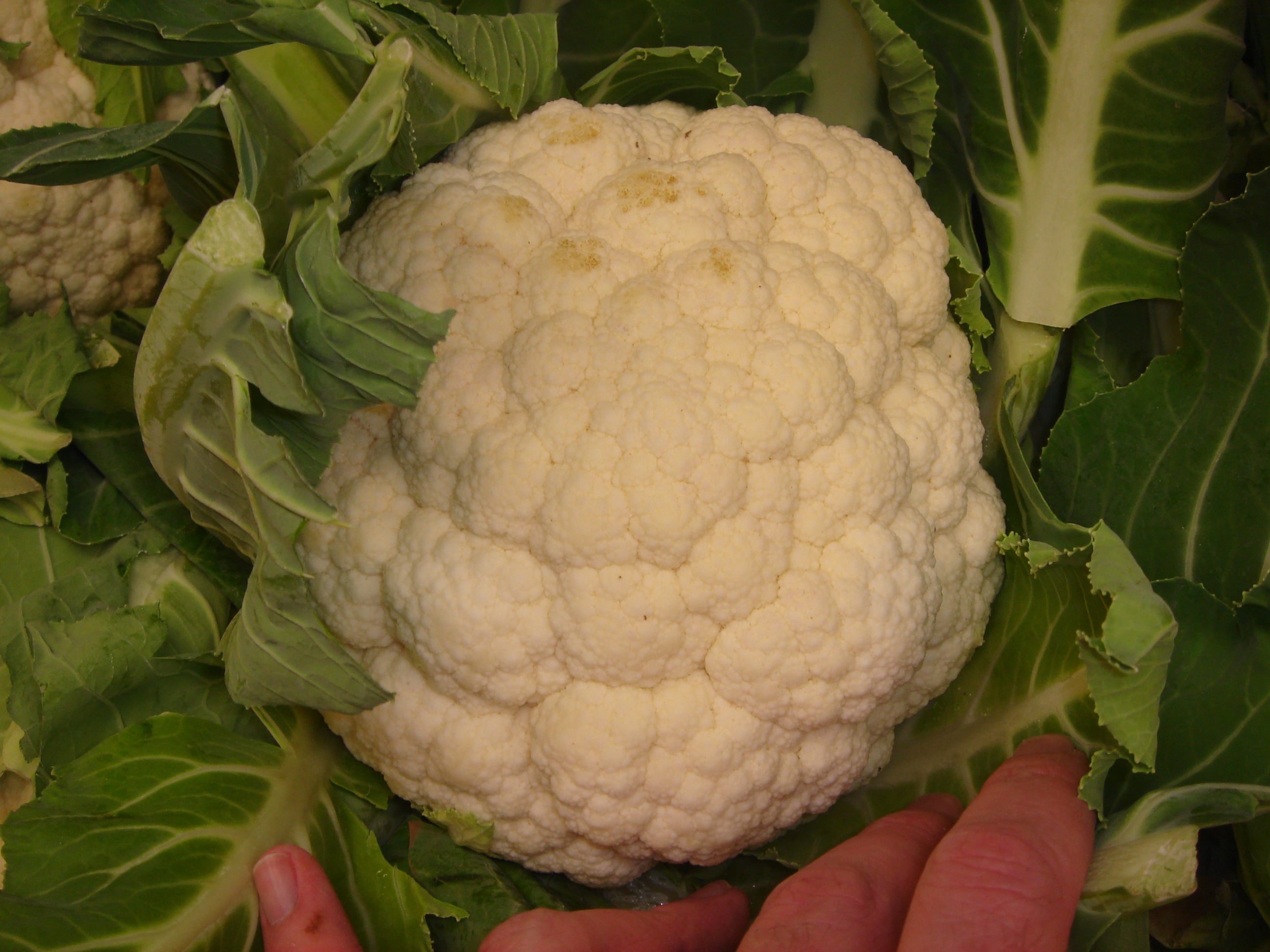
Біла цвітна капуста
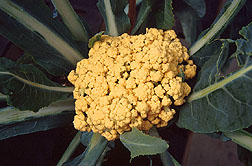
Помаранчева цвітна капуста
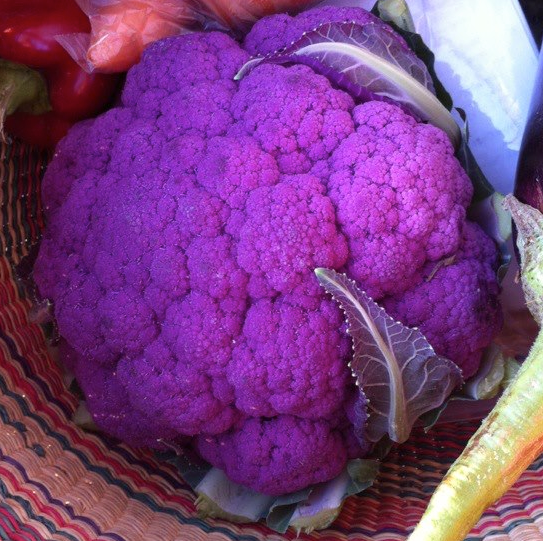
Фіолетова цвітна капуста

## Поживність
Цвітна капуста з низьким вмістом жиру, з низьким вмістом вуглеводів і високим вмістом харчових волокон, фолієвої кислоти, води і вітаміну С, що мають високу щільність поживних речовин.
Цвітна капуста містить кілька фітохімічних сполук, що поширені у родини капустяних, які можуть бути корисні для здоров'я людини, а також каротиноїди.
Кипіння зменшує рівні цих сполук, з втратами 20-30 % після п'яти хвилин, на 40-50 % після десяти хвилин, і 75 % після тридцяти хвилин. Однак, інші методи підготовки, такі як пропарювання, готування у мікрохвильовій печі, і смаження на пательні, не мають істотного впливу на сполуки.
| Цвітна капуста Харчова цінність в 100 г продукту |          |
| --- | -------- |
| Енергетична цінність 25 ккал / 104 кДж |          |
| \| Вода \| 92 г \| \| Білки \| 1.9 г \| \| Жири \| 0.3 г \| \| Вуглеводи \| 5 г \| \| дисахариди \| 1.9 г \| \| \| \| \| Тіамін (B1) \| 0.05 мг \| \| Рибофлавін (B2) \| 0.06 мг \| \| Ніацин (B3) \| 0.507 мг \| \| Пантотенова кислота (B5) \| 0.667 мг \| \| Піридоксин (B6) \| 0.184 мг \| \| Фолацин (B9) \| 57 мкг \| \| Аскорбінова кислота (віт. С) \| 48.2 мг \| \| Токоферол (вітам. E) \| 0.08 мг \| \| Вітамін K \| 15.5 мкг \| \| \| \| \| Кальцій \| 22 мг \| \| Залізо \| 0.42 мг \| \| Магній \| 15 мг \| \| Фосфор \| 44 мг \| \| Калій \| 299 мг \| \| Натрій \| 30 мг \| \| Цинк \| 0.27 мг \| \| \| \| |          |
| USDA Database entry Джерело: USDA Nutrient database |          |
| Вода | 92 г     |
| Білки | 1.9 г    |
| Жири | 0.3 г    |
| Вуглеводи | 5 г      |
| дисахариди | 1.9 г    |
| |          |
| Тіамін (B1) | 0.05 мг  |
| Рибофлавін (B2) | 0.06 мг  |
| Ніацин (B3) | 0.507 мг |
| Пантотенова кислота (B5) | 0.667 мг |
| Піридоксин (B6) | 0.184 мг |
| Фолацин (B9) | 57 мкг   |
| Аскорбінова кислота (віт. С) | 48.2 мг  |
| Токоферол (вітам. E) | 0.08 мг  |
| Вітамін K | 15.5 мкг |
| |          |
| Кальцій | 22 мг    |
| Залізо | 0.42 мг  |
| Магній | 15 мг    |
| Фосфор | 44 мг    |
| Калій | 299 мг   |
| Натрій | 30 мг    |
| Цинк | 0.27 мг  |
| |          |

## Виробництво
2016 року світове виробництво цвітної капусти (разом з броколі) склало 25,2 мільйонів тонн, на чолі з Китаєм та Індією, які сумарно виробили 73 %. Іншими виробниками, що дають 0,4-1,3 мільйонів тонн на рік, були США, Іспанія, Мексика й Італія.
| Виробництво цвітної капусти — 2016    | Виробництво цвітної капусти — 2016 |
| Країна                                | Виробництво (мільйонів тонн)       |
| ------------------------------------- | ---------------------------------- |
| КНР                                   | 10.2                               |
| Індія                                 | 8.2                                |
| США                                   | 1.3                                |
| Іспанія                               | 0.6                                |
| Мексика                               | 0.6                                |
| Італія                                | 0.4                                |
| Світ                                  | 25.2                               |
| Source: FAOSTAT of the United Nations |                                    |

## Використання
У їжу використовують головку, яка складається з укорочених та потовщених суцвіть(бутонів), що щільно прилягають один до одного. Цвітна капуста може бути смажена, варена або спожита сирою. При приготуванні, зовнішні листя і товсті стебла видаляють, залишаючи тільки суцвіття. Листя також їстівне, але найчастіше відкидається. Суцвіття повинне бути поділене на шматочки однакових розмірів, так вони готуються рівномірно. Після восьми хвилин обробки парою, або п'ять хвилин кип'ятіння суцвіття повинні бути м'якими, але не занадто. Перемішування під час приготування їжі може порушити дрібні суцвіття, нерівні шматочки.
Для дієти з низьким вмістом вуглеводів можна використовувати цвітну капусту як розумну заміну картоплі або рису; в той час як вони можуть виробляти таку ж текстуру, або відчуття в роті, але їм не вистачає крохмалю оригіналів. Як і певні бобові (включаючи горох), вона може бути перетворена у борошно, з якої можна виготовити такі продукти, як піца або печиво.

## Геометричні властивості
Цвітна капуста була помічена математиками завдяки її фрактальним властивостям: кожна гілка схожа на всю цвітну капусту. Її фрактальна розмірність оцінюється близькою до 2.8. Фрактальні властивості також присутні і більш наочно проявлені у спорідненого сорту — капусти романеско.